# Kiesarrondissement Doornik-Aat-Moeskroen
Het Belgische kiesarrondissement Doornik-Aat-Moeskroen  omvat voor de verkiezing van het Waals Parlement de administratieve arrondissementen Aat en Doornik-Moeskroen. Voor de verkiezing van de provincieraad vormen deze arrondissementen een gelijknamig provinciedistrict.

## Structuur
| Doornik-Aat-Moeskroen | Doornik-Aat-Moeskroen | Supranationaal     | Nationaal                         | Nationaal                         | Gemeenschap                 | Gewest                | Provincie       | Arrondissement        | Provinciedistrict     | Kanton                | Gemeente        |
| --------------------- | --------------------- | ------------------ | --------------------------------- | --------------------------------- | --------------------------- | --------------------- | --------------- | --------------------- | --------------------- | --------------------- | --------------- |
| Administratief        | Niveau                | Europese Unie      | België                            | België                            | Wallonië                    | Wallonië              | Henegouwen      | Doornik-Moeskroen Aat | Doornik-Moeskroen Aat | Doornik-Moeskroen Aat | 20              |
| Administratief        | Bestuur               | Europese Commissie | Belgische regering                | Belgische regering                | Franse Gemeenschapsregering | Waalse regering       | Deputatie       | Deputatie             | Deputatie             | Deputatie             | Gemeentebestuur |
| Administratief        | Raad                  | Europees Parlement | Kamer van volksvertegenwoordigers | Kamer van volksvertegenwoordigers | Waals Parlement             | Waals Parlement       | Provincieraad   | Provincieraad         | Provincieraad         | Provincieraad         | Gemeenteraad    |
| Kiesomschrijving      | Kiesomschrijving      | Frans Kiescollege  | Kieskring Henegouwen              | Kieskring Henegouwen              | Doornik-Aat-Moeskroen       | Doornik-Aat-Moeskroen |                 |                       | Doornik, Aat          | 13                    | 20              |
| Verkiezing            | Verkiezing            | Europese           | Federale                          | Federale                          | Waalse                      | Waalse                | Provincieraads- | Provincieraads-       | Provincieraads-       | Provincieraads-       | Gemeenteraads-  |

- Het provinciedistrict Doornik omvat de kantons Doornik, Antoing, Celles, Estaimpuis, Leuze-en-Hainaut, Péruwelz, Komen-Waasten en Moeskroen.
- Het provinciedistrict Aat omvat de kantons Aat, Belœil, Bernissart, Chièvres, Vloesberg en Frasnes-lez-Anvaing.
- De kantons Doornik, Leuze-en Hainaut, Péruwelz, Komen-Waasten, Moeskroen, Aat en Frasnes-lez-Anvaing omvatten enkel de gemeente met dezelfde naam.
- Kanton Antoign omvat de gemeenten Antoing, Rumes en Brunehaut.
- Kanton Celles omvat de gemeenten Celles en Mont-de-l'Enclus.
- Kanton Estaimpuis omvat de gemeenten Estaimpuis en Pecq.
- Kanton Belœil omvat de gemeenten Belœil en Bernissart.
- Kanton Chièvres omvat de gemeenten Chièvres en Brugelette.
- Kanton Vloesberg omvat de gemeenten Vloesberg en Elzele.